# きらら星の大予言
『きらら星の大予言』（きららほしのだいよげん）は、原作：水木杏子、作画：あさぎり夕による日本の漫画作品。
『なかよし』（講談社）にて1980年5月号から1981年4月号まで連載された。

## 書誌情報
- きらら星の大予言 1、初版発行日1981年1月14日
- きらら星の大予言 2、初版発行日1981年6月5日 ISBN 4-06-108382-1